# Floortje Klomp

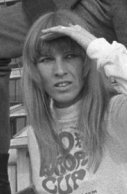
Floortje Klomp (1968)

Floortje Klomp was een Nederlands zangeres, die enige populariteit kende in de jaren 1967 tot 1971.
Klomp werd geboren in Amsterdam. Klomp studeerde voor onderwijzeres aan de kweekschool, maar haalde het eindexamen niet. Ze kon als zangeres onverwachts aan de slag bij Herman van Veens groep Harlekijn. Zij zong tijdens cabaretavonden voornamelijk Franse liedjes. Ze kreeg toen een korte recensie van Wim Kan in zijn dagboek: "Gewoon een tienermeisje".  In die hoedanigheid zagen en hoorden echter Lou van Rees, Nico Knapper en Willem Duys haar en Van Rees nam haar mee naar het Songfestival van Knokke. Voor die gelegenheid werd haar naam gewijzigd in Fleur Colombe, Van Rees vond dat de naam Floor Klomp internationaal te moeilijk uit te spreken was. Een jaar later was de organisator van de afvaardiging voor Knokke weer negatief: "Daar zet je toch geen Floortje Klomp neer". Ze verdween na 1971 geruisloos uit de muziekwereld.

## Discografie
- als Floortje Klomp: We blijven binnen tot in mei met nachtliedje (1968, Polydor)
- als Fleur Colombe: Want zo zie ik jou met Romance anonyme (1968, Polydor)
- als lid van Mr. Albert Show: Wild sensation met Kings of galaxy, dat de Nederlandse Top 40 weet te halen.